# Улькен
Ульке́н (каз. Үлкен) — село у складі Жамбильського району Алматинської області Казахстану. Адміністративний центр та єдиний населений пункт Улькенського сільського округу.
Населення — 1502 особи (2021; 1682 у 2009, 3106 у 1999, 3977 у 1989).
Село розташоване анклавом на території Жамбильської області, на березі озера Балхаш.

## Історія
Село було засноване 1984 року як селище при будівництві Південно-Казахстанської ДРЕС, зведення якої було заморожене 1996 року. 1997 року були пропозиції розпочати тут будівництво АЕС, але після протестів екологів та жителів плани були переглянуті. 2003 року було підписано договір з корейськими фірмами KEPCO та Samsung Corporation про створення на базі готового майданчика Балхаської ТЕС. До 2013 року село мало статус селища.